# Malalién
Malalién (en árabe: ملأليين‎, en lenguas bereberes: ⵎⴰⵍⵍⴰⵍⵢⵢⵏ, en francés: Mallalienne) es un municipio marroquí en la región de Tánger-Tetuán-Alhucemas. Desde 1912 hasta 1956 perteneció a la zona norte del Protectorado español de Marruecos.